# Medicine at Midnight
Albums de Foo Fighters
Concrete and Gold
(2017) But Here We Are
(2023)
Singles
1. Shame Shame
Sortie : 7 novembre 2020
2. No Son of Mine
Sortie : 1er janvier 2021
3. Waiting on a War
Sortie : 14 janvier 2021
4. Making a Fire
Sortie : 8 juin 2021
5. Love Dies Young
Sortie : 22 novembre 2021

Medicine at Midnight est le dixième album studio du groupe américain de rock alternatif Foo Fighters, sorti le 5 février 2021 sur le label RCA Records.

## Liste des titres
Toutes les chansons sont écrites et composées par Foo Fighters.
| No | Titre                | Durée |
| -- | -------------------- | ----- |
| 1. | Making a Fire        | 4:15  |
| 2. | Shame Shame          | 4:17  |
| 3. | Cloudspotter         | 3:53  |
| 4. | Waiting on a War     | 4:13  |
| 5. | Medicine at Midnight | 3:30  |
| 6. | No Son of Mine       | 3:28  |
| 7. | Holding Poison       | 4:24  |
| 8. | Chasing Birds        | 4:12  |
| 9. | Love Dies Young      | 4:20  |

## Musiciens
- Dave Grohl : chant, guitare
- Taylor Hawkins : batterie
- Rami Jaffee : claviers, piano
- Nate Mendel : basse
- Chris Shiflett : guitare
- Pat Smear : guitare

Musiciens additionnels
- Samantha Sidley, Violet Grohl, Barbara Gruska, Laura Mace, Inara George : choristes
- Omar Hakim : percussions
- Greg Kurstin : cordes (titres 2 et 4)
- Jacob Braun : violoncelle (titres 2 et 4)
- Alma Fernandez : alto (titres 2 et 4)
- Charlie Bisharat, Songa Lee : violons (titres 2 et 4)

## Distinctions
Lors de la 64e cérémonie des Grammy Awards le 3 avril 2022, Medicine at Midnight est sacré meilleur album rock tandis que les chansons Waiting on a War et Making a Fire remportent respectivement les prix de meilleure chanson rock et meilleure prestation rock.
Lors de la cérémonie, un hommage est rendu à Taylor Hawkins, le batteur du groupe mort quelques jours plus tôt, le 25 mars 2022,.

## Classements hebdomadaires
| Classement (2021)                     | Meilleure place |
| ------------------------------------- | --------------- |
| Allemagne (Media Control AG)          | 1               |
| Australie (ARIA)                      | 1               |
| Autriche (Ö3 Austria Top 40)          | 1               |
| Belgique (Flandre Ultratop)           | 1               |
| Belgique (Wallonie Ultratop)          | 3               |
| Canada (Canadian Albums Chart)        | 3               |
| Danemark (Tracklisten)                | 6               |
| Écosse (OCC)                          | 1               |
| États-Unis (Billboard 200)            | 3               |
| États-Unis (Alternative Albums)       | 1               |
| États-Unis (Hard Rock Albums)         | 1               |
| États-Unis (Top Rock Albums)          | 1               |
| Finlande (Suomen virallinen lista)    | 2               |
| France (SNEP)                         | 16              |
| Irlande (IRMA)                        | 1               |
| Italie (FIMI)                         | 2               |
| Norvège (VG-lista)                    | 4               |
| Nouvelle-Zélande (RIANZ)              | 1               |
| Pays-Bas (Mega Album Top 100)         | 1               |
| Portugal (AFP)                        | 1               |
| Royaume-Uni (UK Albums Chart)         | 1               |
| Royaume-Uni (UK Rock and Metal Chart) | 1               |
| Suède (Sverigetopplistan)             | 2               |
| Suisse (Schweizer Hitparade)          | 1               |

## Certifications
| Pays              | Certification | Unités certifiées |
| ----------------- | ------------- | ----------------- |
| Royaume-Uni (BPI) | Or            | 100 000           |